# 3Steps

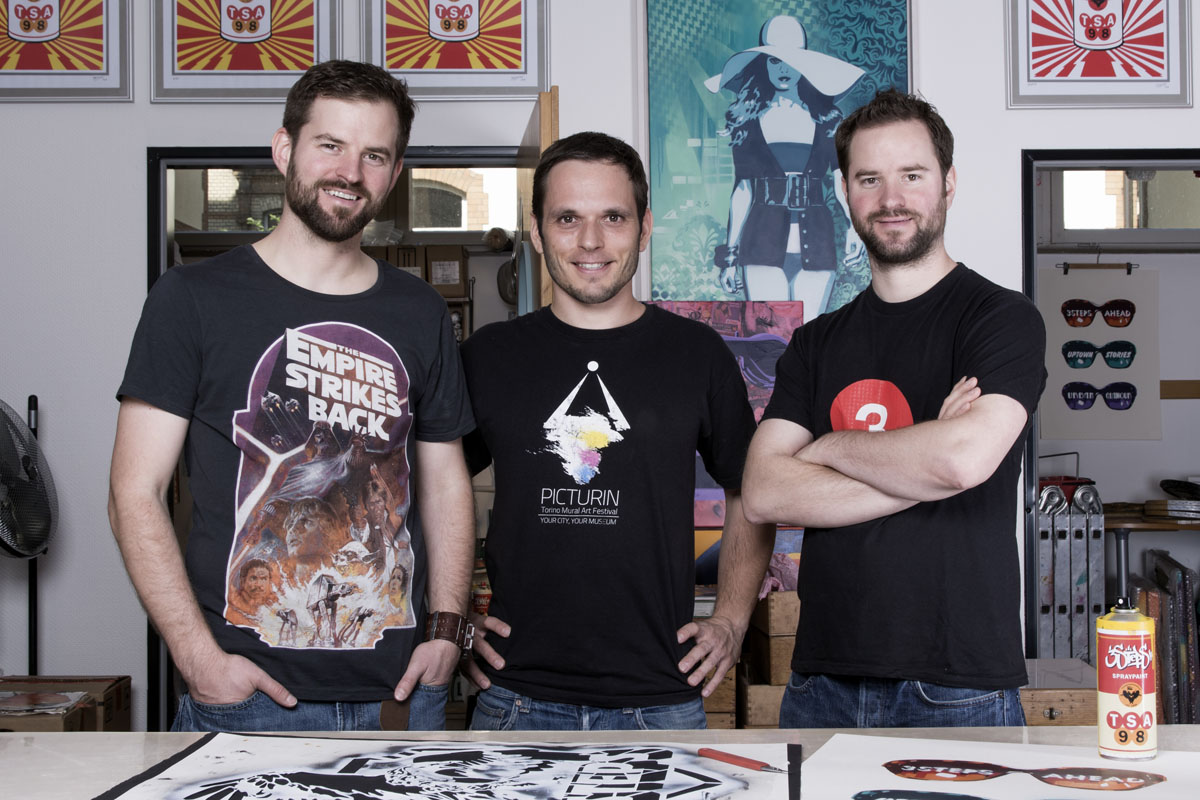
Foto di gruppo di 3Steps nel proprio studio nel 2014. Da sinistra a destra: Kai H. Krieger, Joachim Pitt e Uwe H. Krieger.

3Steps è un collettivo di artisti contemporanei tedeschi costituito dai gemelli Kai Harald Krieger e Uwe Harald Krieger (nati il 15 marzo 1980) e Joachim Pitt (nato l'8 dicembre 1980).
Le opere di 3Steps traggono ispirazione dall'arte murale, dall'arte dei graffiti e dalla street art. Il collettivo dipinge immagini enormi su facciate e murales, oltre a diversi tipi di supporti verniciabili in studio, utilizzando principalmente la bomboletta spray.
Nel novembre 2014 3Steps ha ricevuto dal Governo federale della Germania il premio Kultur- und Kreativpilot Deutschland, assegnato per la creatività in ambito artistico. Il collettivo opera nella città universitaria di Gießen, nella Germania centrale.

## Storia

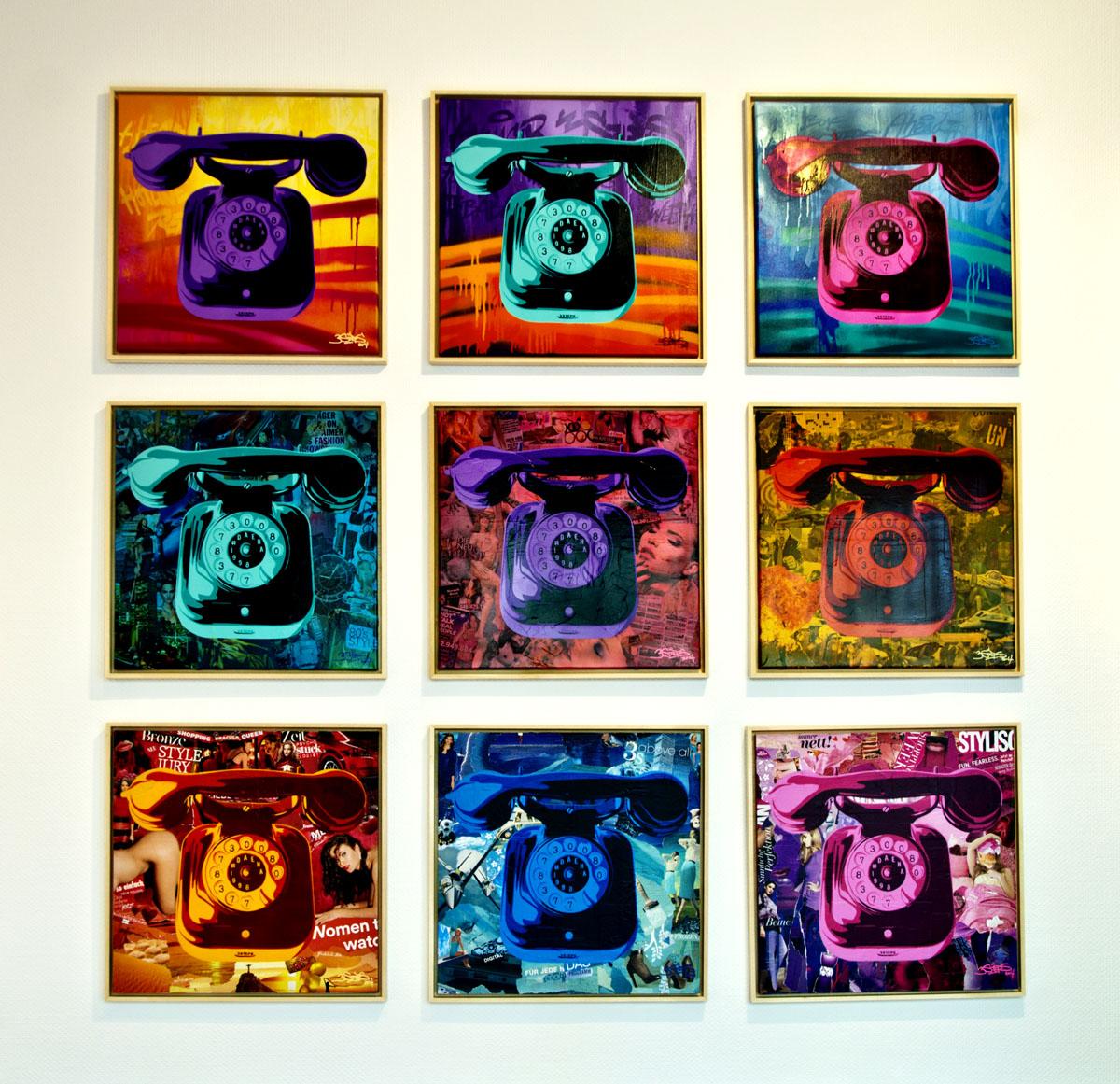
Telephone Paintings (2014)

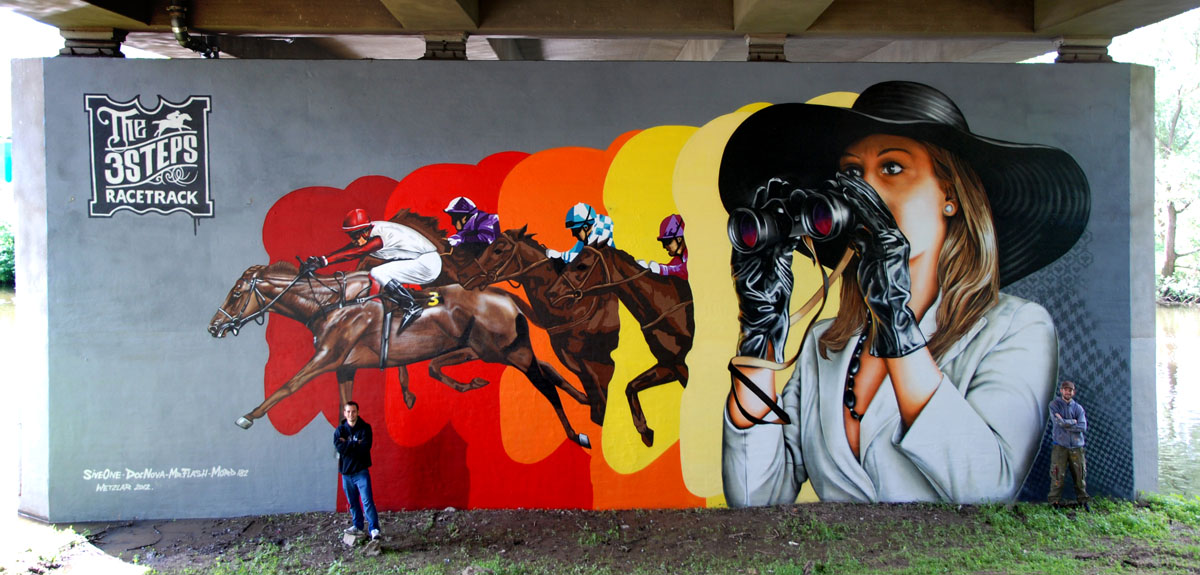
Murale Racetrack realizzato in occasione dell'Hessentag a Wetzlar (2012)

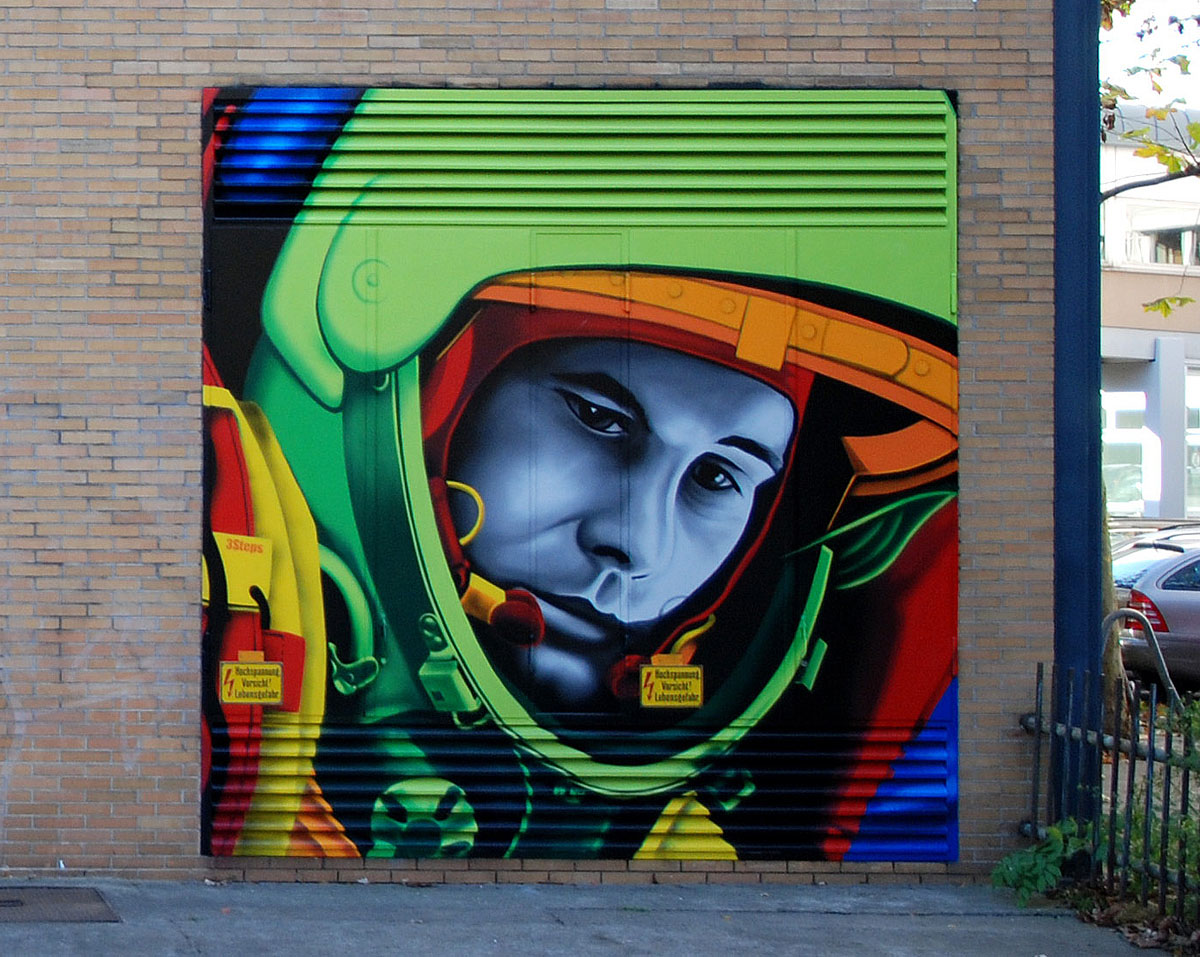
Ritratto di Jurij Gagarin presso l'Università di Scienze Applicate di Mittelhessen (2011)

3Steps è stato fondato nell'autunno del 1998. Lo stile del collettivo progredì rapidamente dai classici graffiti "New York Style Writing" e dai graffiti di alta qualità ai racconti artistici su murales di grandi dimensioni. Le loro opere sono reperibili in diverse città del mondo: Gießen, Wetzlar, Monaco di Baviera, Berlino, Londra, Milano, Venezia, Los Angeles e New York.
Dopo aver completato gli studi universitari sostenendo una tesi di dottorato (PhD), i tre componenti del collettivo crearono il loro laboratorio artistico e un proprio spazio d´arte a Giessen nel 2012.. Da allora si dedicano a nuovi argomenti e progetti basati sui contenuti.

## Opere
Lo stile di 3Steps è influenzato da street art, scrittura artistica, fotorealismo, Pop art e incisione. Nelle loro opere attuali il collettivo proietta la società attuale, caratterizzata da ambienti vari, dalla realtà alla finzione, dai media alla fantasia.
L'immaginario di 3Steps racconta storie brevi e fiabe moderne. La maggior parte delle storie collettive si basa su figure iconiche e momenti della vita quotidiana. 3Steps trasforma gli oggetti di uso quotidiano e gli oggetti storici in arte moderna; la natura si confronta con la cultura urbana e le città sommerse. Le opere sono immaginari colorati in cui estetica e glamour si fondono con la cultura urbana e l'avventura.
Il lavoro dei 3Steps è fatto in larga scala di arte murale, street art, dipinti su tavola e su tela, fotografie, serigrafie, nonché sculture e installazioni artistiche. La maggior parte dei dipinti a tecnica mista sono costituiti da un collage di giornali, riviste, fotografie, stencil, vernice spray, acrilico, resina e serigrafia su legno e tela.

## River Tales
3Steps è ideatore e curatore del festival internazionale di arte urbana River Tales (in tedesco: Flussgeschichten). L'obiettivo del progetto (più volte finanziato) è la riqualificazione della città, della campagna e del fiume mediante l'arte murale urbana e la street art . Dal 2012 il progetto cresce attraverso la partecipazione di numerosi artisti internazionali, tra cui Loomit, Dome, Alexander Becherer, 3Steps, Mac ed Etnik.

### Monografie
- 3Steps: Milvus County. Monographie, Bildband mit zahlreichen Texten in Deutsch und Englisch, Giessen 2016, ISBN 978-3-945991-91-6.
- 3Steps: Birds of Prey. Ausstellungs Katalog, Giessen 2017, ISBN 978-3-945991-81-7.
- Projekt159: Eine Region. Eine Bank. Eine Wand. Monographie, Catalogue for art on architecture, Giessen 2016, ISBN 978-3-94599-159-6.
- 3Steps: Ahead!. Giessen 2015, ISBN 978-3-945991-00-8.

### Ulteriori letture
- Iosifidis Kiriakos: Mural Art Vol. 3: Murals on huge public Places around the World. Publikat, Mainaschaff 2010, ISBN 3-939566-28-4, p. 20–21.
- Cristian Campos: 1,000 Ideas for Graffiti and Street Art: Murals, Tags, and More from Artists Around the World l. Rockport Publishers & moamao Publications, Beverly MA/Barcelona 2010, ISBN 978-1-59253-658-0.
- Reinhard Müller-Rode: 3Steps Urban Art. In: Bogart. 4. Jahrgang, Nr. 7, 2011, S. 8–11 (online).
- Style needs no color: Schwarz auf Weiss – Vol. II – Style needs no color. From Here to Fame Publishing, Berlin 2011, ISBN 978-3-937946-06-1, p. 120–121.
- Cristian Campos: Graffiti and Urban Art: Murals, Tags, Stencils and Sticker. Loft Publications & Frechmann Kolon, Barcelona/Köln 2011, ISBN 84-9936-771-2, p. 228–253.
- Artistic career | Karriere mit Kunst. In: Streifzug Magazin. April 2014, p. 37 (online).
- Frank Malt: 100 European Graffiti Artists. Schiffer Pub Co, Atglen PA 2014, ISBN 978-0-7643-4658-3, p. 12–15.

### Reportage televisivi e radiofonici
- Daniela Will: Remarkable Street Artists | Ausgezeichnete Sprayer. reportage televisivo, Sat1 17:30LIVE. 16 gennaio 2015, (online).
- Eva Grage: Awarded Street Artists | Ausgezeichnete Sprayer | 3Steps from Giessen. reportage radiofonico, in: hr2-kultur., 20 dicembre 2014, (online).